# Fincosit
Grandi Lavori Fincosit SpA est une entreprise générale italienne de bâtiment et travaux publics (BTP). Avec un chiffre d’affaires consolidé de 450 M€ en 2016 et près de 1100 collaborateurs, l'entreprise était la 10e entreprise italienne du secteur jusqu'en 2017, année où elle a connu des difficultés financières.

## Histoire
Créée en 1905 à Gênes (Ligurie) sous la raison sociale « Società Lavori del Porto », l'entreprise a remporté son premier gros contrat d'ouvrages maritimes avec les travaux d'agrandissement de la digue "Galleria" et de la jetée "Caracciolo" du port de Gênes, le 4 janvier 1906.
Très vite, elle modifie sa raison sociale en Fincosit.
À partir de 1930, l'entreprise Fincosit devient le pionnier dans la construction de caissons en béton armé à grande échelle, affirmant au fil du temps sa primauté dans ce secteur particulier. Elle a construit plus de 2 700 caissons à ce jour (2020). Le nombre innombrable de projets en Italie et dans le monde démontrent les capacités et le « savoir-faire » de l'entreprise dans cette spécialité : la construction de caissons, circulaires ou parallélépipédiques, fixes ou flottants, parmi lesquels : 
- Gênes - Terminal conteneurs de Vado Ligure
- Venise - Projet MOSE – Travaux de protection de Venise et de la Lagune,
- dans les ports italiens de Porto Empedocle, Livourne, Civitavecchia, Naples, Palerme, Tarente, Brindisi, Bari, Monfalcone, Trieste,
- les quais pour vraquiers de Porto Torres en Sardaigne, Augusta, La Spezia, Gênes,
- les cales sèches de Gênes et Livourne,
- les quais de construction navale de Monfalcone et Venise, de Castellamare di Stabia et Riva Trigoso,
- à l'étranger : port de Rijeka en Croatie, extension de Fontvieille dans la Principauté de Monaco, Barcelone et Pasajes en Espagne, Marsa El Brega en Libye, port de Djen Djen en Algérie, port de Ras Laffan et Quai Qafac – Mesaieed au Qatar,

L'entreprise a acquis une expérience plus que centenaire dans la réalisation de travaux maritimes et fluviaux, la construction de centrales hydroélectriques et thermoélectriques, des travaux aéroportuaires, routiers et ferroviaires, des systèmes d'irrigation, des travaux civils et industriels. Elle a notamment réalisé plusieurs extensions du port de Gênes et participé à la construction de l'aéroport « Cristoforo Colombo » de Gênes, construit entièrement dans la mer.
En 1968, l'entreprise rachète et intègre l'entreprise Salci S.p.A. de Milan, spécialiste dans la construction de barrages et centrales électriques et d'infrastructures de transport, routes et des autoroutes.
En 1989, elle rachète l'entreprise Grandi Lavori S.p.A. de Rome, spécialisée dans le génie-civil, routes, autoroutes et lignes ferroviaires et le bâtiment, logements et industrie. Les deux entreprises fusionnent pour former Grandi Lavori Fincosit S.p.A.. La nouvelle entité, souvent appelée simplement Fincosit, va devenir un des majors italiens en se hissant à la 10e place du classement des plus grandes entreprises de BTP italiennes avec un chiffre d'affaires qui a atteint 450 millions €uros dans les années 2010. Durant les années 1980/90, elle va réaliser les digues du port de containers de Gênes-Voltri
Dans les années 1990, en J-V avec les entreprises Condotte et Dragomar SpA, Fincosit a construit le port de Ras Laffan au Qatar pour l’exportation du gaz naturel liquéfié pour Qatar General Petroleum Corporation. Toujours au Qatar, l'entreprise a conçu et construit le quai Qafac pour l'exportation de méthanol/MTBE à Mesaieed en un délai record, ainsi que le système de prise et de rejet en mer associé.
Depuis la fin des années 90 jusqu'à aujourd'hui, l'entreprise a été fortement impliquée dans la construction de nombreux grands ouvrages, d'infrastructures civiles et maritimes, parmi lesquels : la ligne ferroviaire à grande vitesse entre Milan et Bologne et le MoSe, barrière amovible pour la protection de Venise des hautes eaux.
En 2018, Grandi Lavori Fincosit, dans le cadre d'une large opération de réorganisation interne, a créé une branche d'activité distincte pour le secteur maritime.
À partir de 2017, l'entreprise subit de plein fouet la crise de la construction et des grands travaux. En 2018, elle doit se résigner à vendre deux de ses principales filiales : Seli Overseas SpA, spécialisée dans les travaux souterrains (tunnels) et Grandi Lavori Fincosit Construction Co., sa filiale américaine de Miami (USA) au puissant groupe italien Salini-Impregilo SpA.
En 2020, l'entreprise a énormément réduit son activité, se classant 104e entreprise italienne avec un chiffre d'affaires de seulement 40 millions €uros, en baisse de 55,7% sur celui de 2019, avec un bénéfice net de 190 000 €uros.

## Activités
- Entreprise générale
- Conception réalisation d'infrastructures
- Ingénierie Grands Projets
- TP Ouvrages d'art
- Génie Civil
- Énergie

## Principales réalisations
Au cours d'un siècle d'existence, l'entreprise a réalisé :
- plus de 3,5 km d'ouvrages maritimes pour bassins de carénage,
- 55 km de quais portuaires,
- plus de 2700 caissons préfabriqués,
- 2 km de pontons,
- 30 km de digues maritimes.

Les principales réalisations du XXIe siècle :
- en J-V avec les entreprises Condotte SpA et Dragomar SpA, elle a construit le port gazier de Ras Laffan au Qatar[6],
- 2015-20 - Tunnel de Tende, construction en J-V avec l'entreprise Toto Costruzioni Generali SpA du nouveau tunnel de Tende[7]. Le chantier est stoppé en mai 2017 à la suite de la disparation de 200 tonnes de matériau et de l'arrestation de 16 personnes, de l'ouvrier au chef de chantier, dans les rangs de l'ANAS et de la Fincosit.
- 2015-17 - Barrières de protection de la côte et garantir la sécurité des navires dans le port, agrandissement et rénovation du terminal à conteneurs, des digues et des jetées artificielles à Civitavecchia[8]
- 2017-18 - Ouvrages sur la super-route (voie rapide 2x2 voies) Sassari-Olbia en Sardaigne : 8 ponts et viaducs dont le "Rio Mannu" sur le lac Coghinas (146 mètres), 3 passages supérieurs et 8 passages inférieurs[9]
- 2017-19 - Fondations du viaduc Caffaro de l'autoroute A2 “del Mediterraneo”[10]
- 2018-21 - SP 46 « Rho-Monza » : le tunnel sonore de Paderno Dugnano (260 m)[11]
- 2018 - viaduc du tramway urbain de Terzolle-Mugnone à Florence[12],
- 2018-22 - viaduc Storstrøm Bridge au Danemark[13] attribué au groupement italien Itinera SpA (51%) Condotte SpA et Grandi Lavori Fincosit SpA pour la construction du viaduc Storstrøm Bridge, de 6,5 km pour la LGV Copenhague-Hambourg.